# ديفيد بايروم
ديفيد بايروم (بالإنجليزية: David Byrom)‏ هو لاعب كرة قدم بريطاني، ولد في 6 يناير 1965 في Padiham ‏ في المملكة المتحدة. لعب مع ستوكبورت كونتي.